# Tribunal Superior de Justícia de Galícia
El Tribunal Superior de Justícia de Galícia (en gallec: Tribunal Superior de Xustiza de Galicia, abreviat TSXG; en castellà: Tribunal Superior de Justicia de Galicia, abreviat TSJG) és el màxim òrgan del poder judicial en la comunitat autònoma de Galícia. Té la seva seu a la Corunya.

## Història
El seu origen se situa en la Reial Audiència de Galícia, fundada a la fi del segle xv. L'actual Tribunal Superior de Justícia de Galícia va ser creat en 1985 a partir de l'article 26 de la Llei orgànica del Poder Judicial, constituint-se el 23 de maig de 1989.

## Sales
L'alt tribunal gallec està integrat per tres sales amb jurisdicció a l'àmbit autonòmic:
- Sala Civil i Penal
- Sala Contenciosa Administrativa
- Sala Social

## Presidència
El president del TSJ és nomenat pel rei d'Espanya per a un període de 5 anys a proposta del Consell General del Poder Judicial.
Entre el març del 2006 i el febrer del 2009, Antonio González Nieto fou el president en funcions del TSJ de Galícia.

### Llista de presidents
Informació actualitzada per un bot. Els canvis manuals es perdran quan s'actualitzi!
| Imatge | Titular                             | Des de | Fins a | Duració (anys) | Gènere  | Lloc de naixement   |
| ------ | ----------------------------------- | ------ | ------ | -------------- | ------- | ------------------- |
|        | Miguel Cadenas                      | (2009) | (2019) | 9–10           | masculí | Ourense             |
|        | Jesús Souto Prieto                  | (1999) | (2006) | 6–7            | masculí | Albarellos, Boborás |
|        | José María Gómez y Díaz-Castroverde | (2019) |        |                | masculí | Ponferrada          |
|        | José Ramón Vázquez Sandes           | (1990) | (1999) | 8–9            | masculí |                     |
|        | José Cora Rodríguez                 | (1989) | (1990) | 0–1            | masculí |                     |